# Vaccinium winitii
Vaccinium winitii är en ljungväxtart som beskrevs av Fletcher. Vaccinium winitii ingår i Blåbärssläktet, och familjen ljungväxter. Inga underarter finns listade i Catalogue of Life.